# 柴油碳微粒濾清器

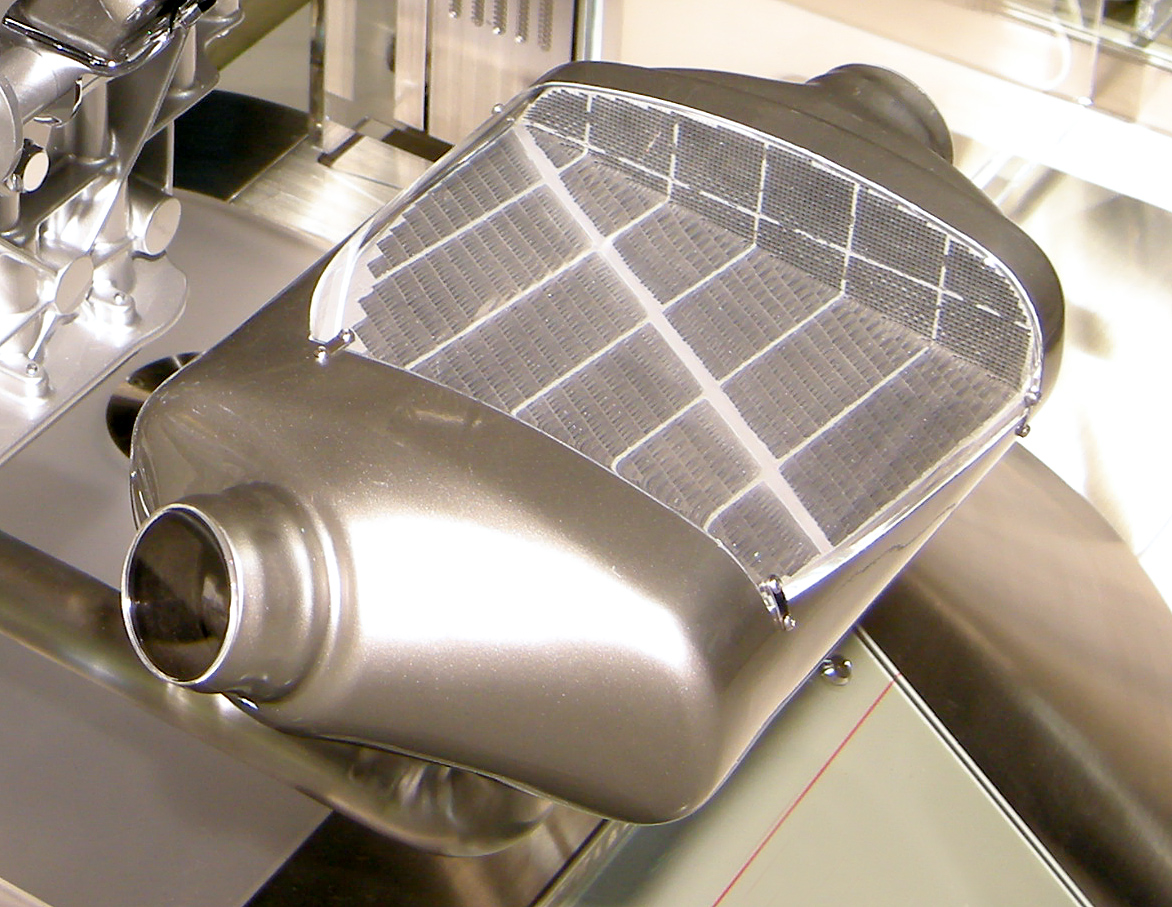
安裝在日產汽車M9R引擎上的柴油碳微粒濾清器

柴油碳微粒濾清器（英語：diesel particulate filter，縮寫DPF）的作用是过滤柴油燃燒所产生的廢氣中的碳微粒。當捕集的碳微粒多到某種程度時，ECU行車電腦會進行「濾清器再生」，將濾清器內的碳微粒燃燒成二氧化碳排出，以淨化過濾器維持過濾功能。

## 概要與功能
簡單地說，與三元觸媒轉換器結合在一起的柴油碳微粒濾清器就是一個會自動加熱的過濾器，可以降低柴油燃燒後的黑煙排放。因為柴油引擎的物理特性，排放廢氣時含有黑煙碳粒，所以以往柴油車給大家的刻板印象就是「烏賊車」。隨著環保意識高漲與科技發達，現今的柴油車在加裝這種裝置後可以大量減少黑煙，以符合環保法規的要求。所有柴油燃燒後而產生的碳微粒子會被此裝置攔截且暫時儲存，再利用引擎排放的熱氣將儲存於濾清器內的碳微粒子燃燒分解、氧化成二氧化碳，然後經由排氣系統排放出去。
柴油引擎的廢氣排放主要會產生下述幾種物質：
1. 一氧化碳（carbon monoxide，簡稱CO）：燃料在氧氣不足的情況下燃燒而產生的一種氣體。
2. 碳氫化合物（hydrocarbons，簡稱HC）：由碳和氫形成的化合物總稱。指汽缸内的燃油或潤滑油未經燃燒，或經分解生成的碳和氫的化合物、燃料蒸汽等。
3. 氮氧化物（oxides of nitrogen，簡稱NOx）：汽缸内的氮在高温下被氧化而成的氣體，主要由一氧化氮和二氧化氮混合而成。
4. 微粒物（particulate matter，簡稱PM）：排氣中各種固體微粒的總稱，通常包括重金屬化合物、硫酸鹽類、SOF可溶性有機物的碳煙顆粒、外表裹有燃油等液態顆粒等。

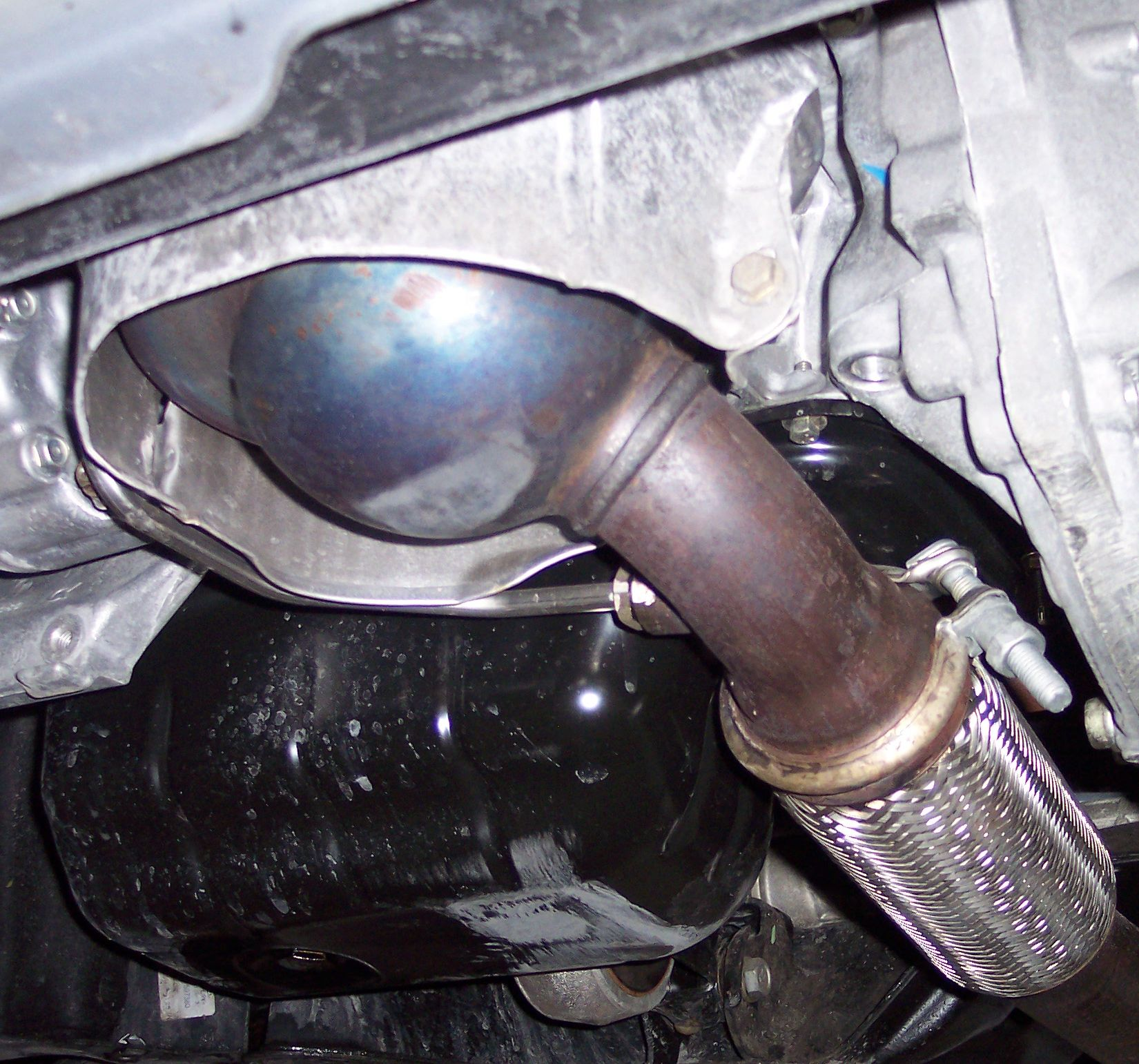
與排氣管相連接的柴油碳微粒濾清器（法國標緻汽車車款）

燃燒碳微粒子的動作並非隨時都在進行，而是利用廢氣的壓差感知器來偵測其儲存量。一旦達到飽和量，ECU行車電腦會發出訊號進行「濾清器再生」，提高引擎的工作溫度，利用引擎產生的高溫廢氣（大約600℃至650℃）燃燒儲存在濾清器內的碳微粒子。駕駛者並不會從儀錶板接收到任何的警告，或者感覺到任何的燃燒動作。目前全球汽車廠對於「濾清器再生」的方式主要包括：電加熱、噴油催化燃燒、柴油燃燒器等，而安裝柴油碳微粒濾清器可以有效降低HC、CO、PM等三種污染物的排放量。
如同觸媒轉換器一樣，原則上濾清器並不需要清洗或定期更換，除非使用不合乎柴油DPF汽車規範的機油（應使用C3以上認證等級之機油），無法燃燒的灰分逐漸阻塞濾清器，將無法於再生自清程序中燃燒掉。如果行駛里程超過30萬或100萬公里（依濾清器廠商發布規格而定），雖然自清再生程序正常但仍会非常緩慢地阻塞。如果汽車本身的再生自清機制故障損壞，例如差壓感應器、DPF溫度感應器、自清供油泵浦或柴油汽化器等，將會造成引擎無法自行燃燒碳微粒子，使得DPF严重阻塞。假設出現這種狀況，可委請維修廠的技師使用電腦程序，執行燃燒儲存在濾清器裡的碳微粒，以檢查何項自清機制元件故障造成無法再生自清。如果濾清器損壞需要更換，某些無良駕駛员會直接拔除而非更換。這在家用小型柴油車比較常見，因為這類柴油車價格低、使用者容易感受到更換濾清器的負擔，這是小型柴油車輛開始遭到各國政府抵制的原因之一。

## 外部連結
- 福特六和 - TDCi用車小常識[永久]
- 福特六和 - TDCi用車小常識 （页面存档备份，存于）